# Strömmingstjärnen, Jämtland
Strömmingstjärnen är en sjö i Östersunds kommun i Jämtland och ingår i Ljungans huvudavrinningsområde.